# Pomnik Aleksandra II w Kaliszu
Pomnik Aleksandra II w Kaliszu – rosyjski pomnik cara Aleksandra II, stojący w latach 1900–1918 przy alei Wolności w Kaliszu.
Pomnik został odsłonięty 12 lipca 1900. Miał formę popiersia umieszczonego na wysokim białym postumencie. Na przedniej ścianie cokołu umieszczone zostały inskrypcje w języku rosyjskim i polskim: „Imperatorowi Aleksandrowi II od mieszkańców, urzędników administracji i sądu Guberni Kaliskiej”; zaś na innych ścianach napisy wymieniające najważniejsze zdaniem budowniczych pomnika wydarzenia z okresu jego rządów. Po prawej stronie wspomniane zostało uwłaszczenie chłopów wraz z datą 18 lutego 1864, po lewej – utworzenie guberni kaliskiej w 1867, z tyłu – realizacja ukazu o uwłaszczeniu chłopów na ziemiach Królestwa Polskiego.
Pomnik został rozebrany w sierpniu 1918. Rozbierali go ci sami majstrowie, którzy go stawiali: kamieniarz Ginter i ślusarz Kulisiewicz.
W tym samym miejscu, 5 grudnia 2018, został odsłonięty pomnik Józefa Piłsudskiego, w jego 151. rocznicę urodzin.